# The Glass of Truth
The Glass of Truth est un livre écrit en 1532 pour soutenir Henri VIII d'Angleterre dans son désir d'annuler son mariage avec sa première épouse, Catherine d'Aragon. On pense que le livre a été écrit par Henri VIII lui-même, ou qu'il a joué un rôle important dans sa rédaction, bien que le livre ait été publié de manière anonyme. Le prêtre protestant John Frith a répliqué à la prétention du pape d'être le chef de l'église, en écrivant : « Béni soit Dieu qui a donné de la lumière dans le cœur de notre prince, car il a récemment publié un livre intitulé The Glass of Truth qui prouve que bon nombre de ces articles sont des fantaisies très stupides. »